# Charles van der Heyden de Belderbusch
Karel-Leopold van der Heyden de Belderbusch behoorde tot de adel uit het hertogdom Limburg, met internationale vertakkingen.

## Levensloop
Van der Heyden was in 1789 gezant van de keurvorst-aartsbisschop bij het Franse hof. Hij verloor zijn bezittingen in Frankrijk en vestigde zich op zijn goed Ter Worm bij Heerlen.
Onder Napoleon werd hij opnieuw actief en in 1810 werd hij tot Frans senator benoemd. Bij die gelegenheid werd hij tot empiregraaf bevorderd.
Van der Heyden trouwde met Marie-Françoise Uuner de Dieburg. Het echtpaar bleef kinderloos.
- Digitale Bibliotheek voor de Nederlandse Letteren: heyd028
- Gemeinsame Normdatei: 116114029
- Virtual International Authority File: 49968230
- WorldCat: E39PBJbWtk4QfJDdTXVbhw63Qq